# Elezioni regionali in Andalusia del 2000
Le elezioni regionali in Andalusia del 2000 si tennero il 12 marzo.

## Risultati
| Liste                                               | Voti      | %     | Seggi |
| --------------------------------------------------- | --------- | ----- | ----- |
| Partito Socialista Operaio Spagnolo                 | 1 790 653 | 44,32 | 52    |
| Partito Popolare                                    | 1 535 987 | 38,02 | 46    |
| Sinistra Unita I Verdi - Convocatoria por Andalucía | 327 435   | 8,11  | 6     |
| Partito Andalusista                                 | 300 356   | 7,43  | 5     |
| Sinistra Andalusa                                   | 10 232    | 0,25  | –     |
| Nazione Andalusa                                    | 5 034     | 0,12  | –     |
| Partito Umanista                                    | 4 389     | 0,11  | –     |
| Assemblea Andalusa                                  | 4 380     | 0,11  | –     |
| La Falange                                          | 2 754     | 0,07  | –     |
| Unione Regionalista d'Almeria                       | 1 550     | 0,04  | –     |
| Alternativa Ecologista Verde                        | 1 304     | 0,03  | –     |
| Partito dei Separati e dei Divorziati               | 1 180     | 0,03  | –     |
| Falange Spagnola Indipendente                       | 1 018     | 0,03  | –     |
| Voce del Popolo Andaluso                            | 732       | 0,02  | –     |
| Unione Centrista - Centro Democratico e Sociale     | 492       | 0,01  | –     |
| Unione Nazionale                                    | 415       | 0,01  | –     |
| Voti in bianco                                      | 51 921    | 1,29  | –     |
| Totale                                              | 4 039 832 | 100   | 109   |